# Rue Frédéric-Piton
La rue Frédéric-Piton (en alsacien : Brennergass) est une voie de Strasbourg rattachée administrativement au quartier Gare - Kléber, qui va du no 1 de la place Kléber à la rue des Sept-Hommes.

## Histoire et toponymie

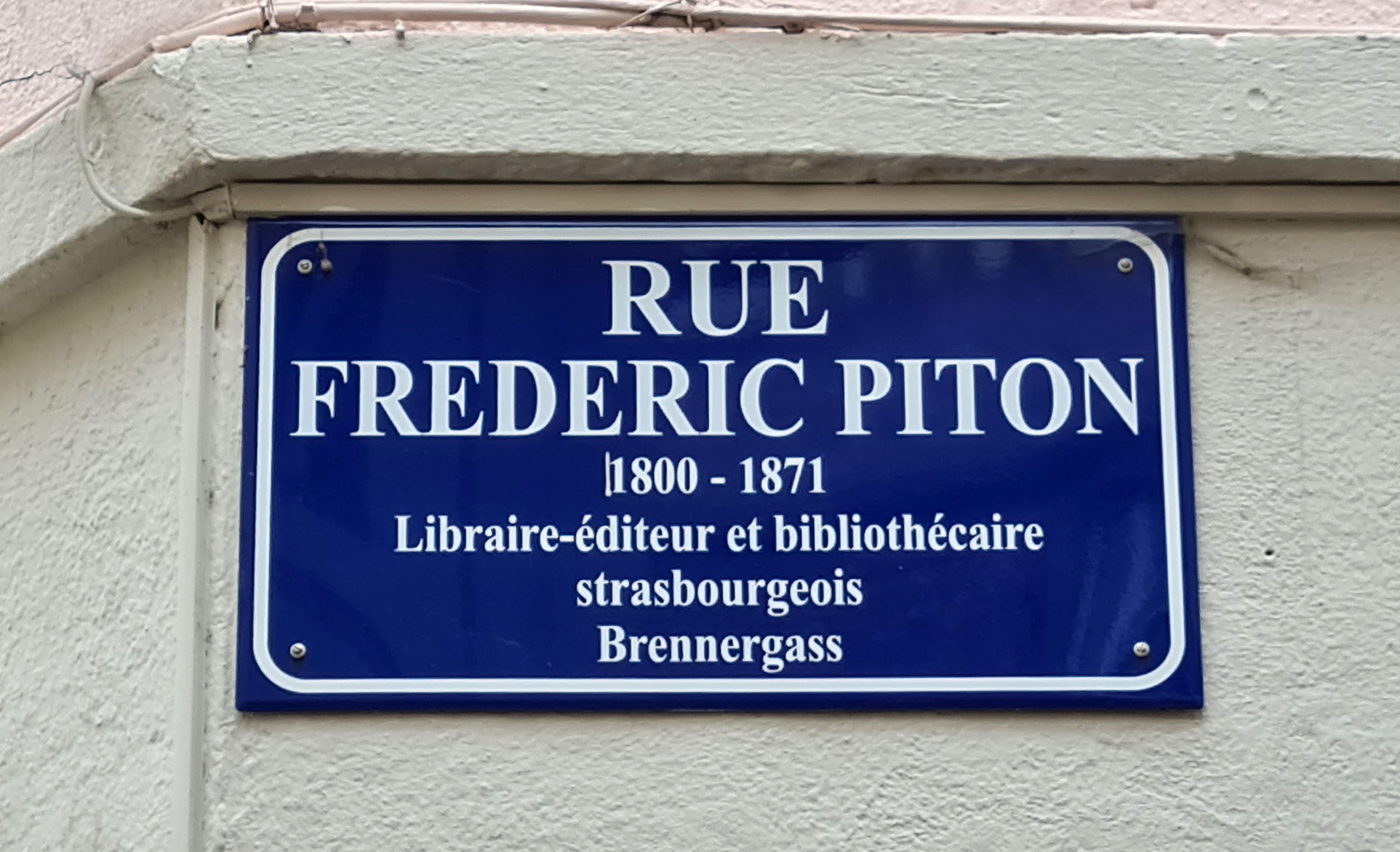
Plaque bilingue, en français et en alsacien.

Au fil des siècles, la rue porte successivement différents noms, en allemand ou en français : Füregesselin (1375), Feuergässlin (1587), Rubenlochgässel (1681), rue des Incendiaires (1792), rue des Lauriers (1793), Brennergässchen (1817, 1872, 1940), rue Frédéric Piton (1919, 1945).
Depuis 1919, elle doit son nom à Frédéric Piton (1800-1871), libraire-éditeur et bibliothécaire strasbourgeois.
Des plaques de rues bilingues, à la fois en français et en alsacien, ont été mises en place par la municipalité à partir de 1995. C'est le cas de la Brennergass.

## Bâtiments remarquables
no 4Cette maison à pans de bois du XVIIIe siècle possède un grand portail et une porte à crossettes.

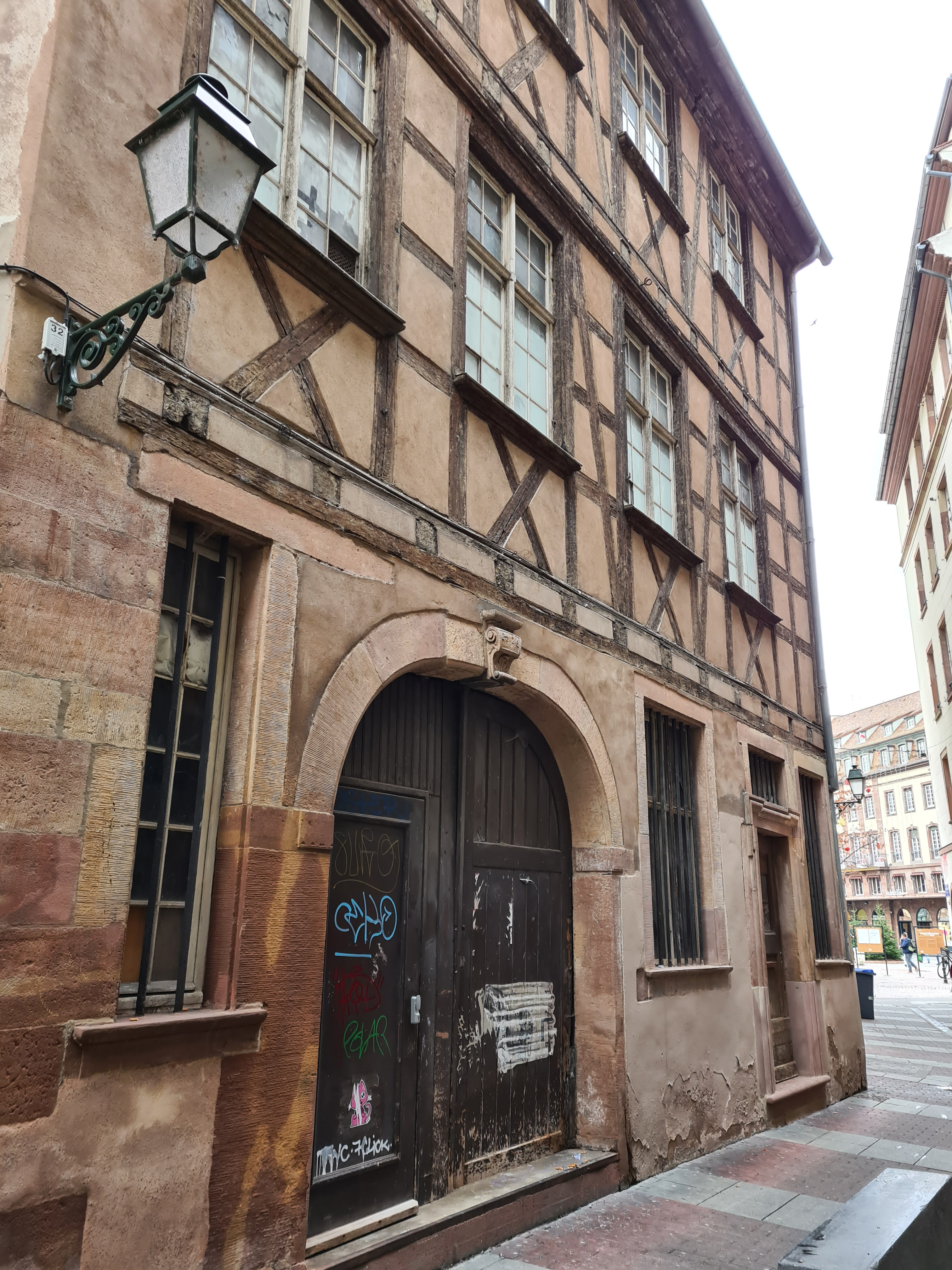
Façade à pans de bois.
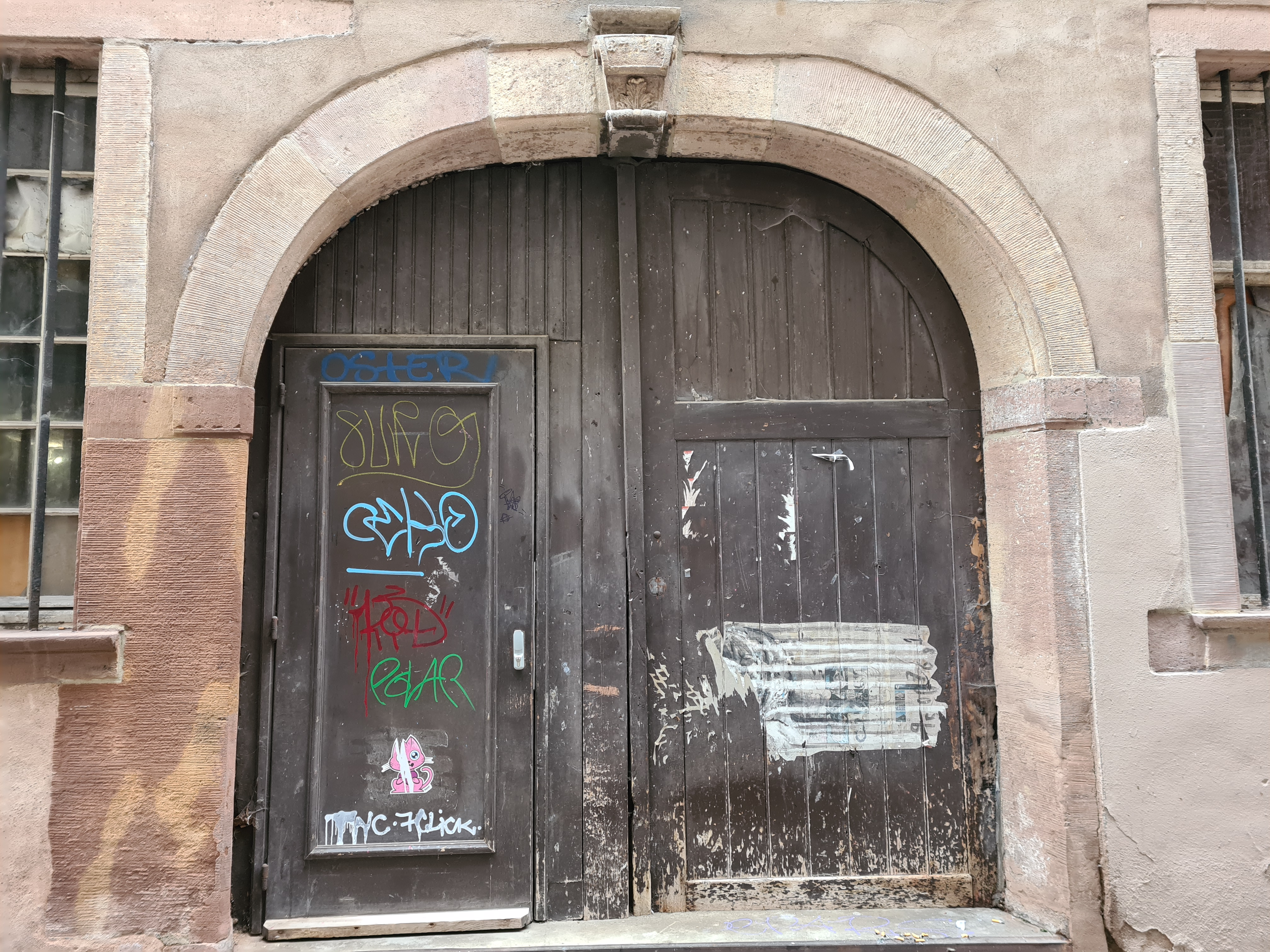
Portail.
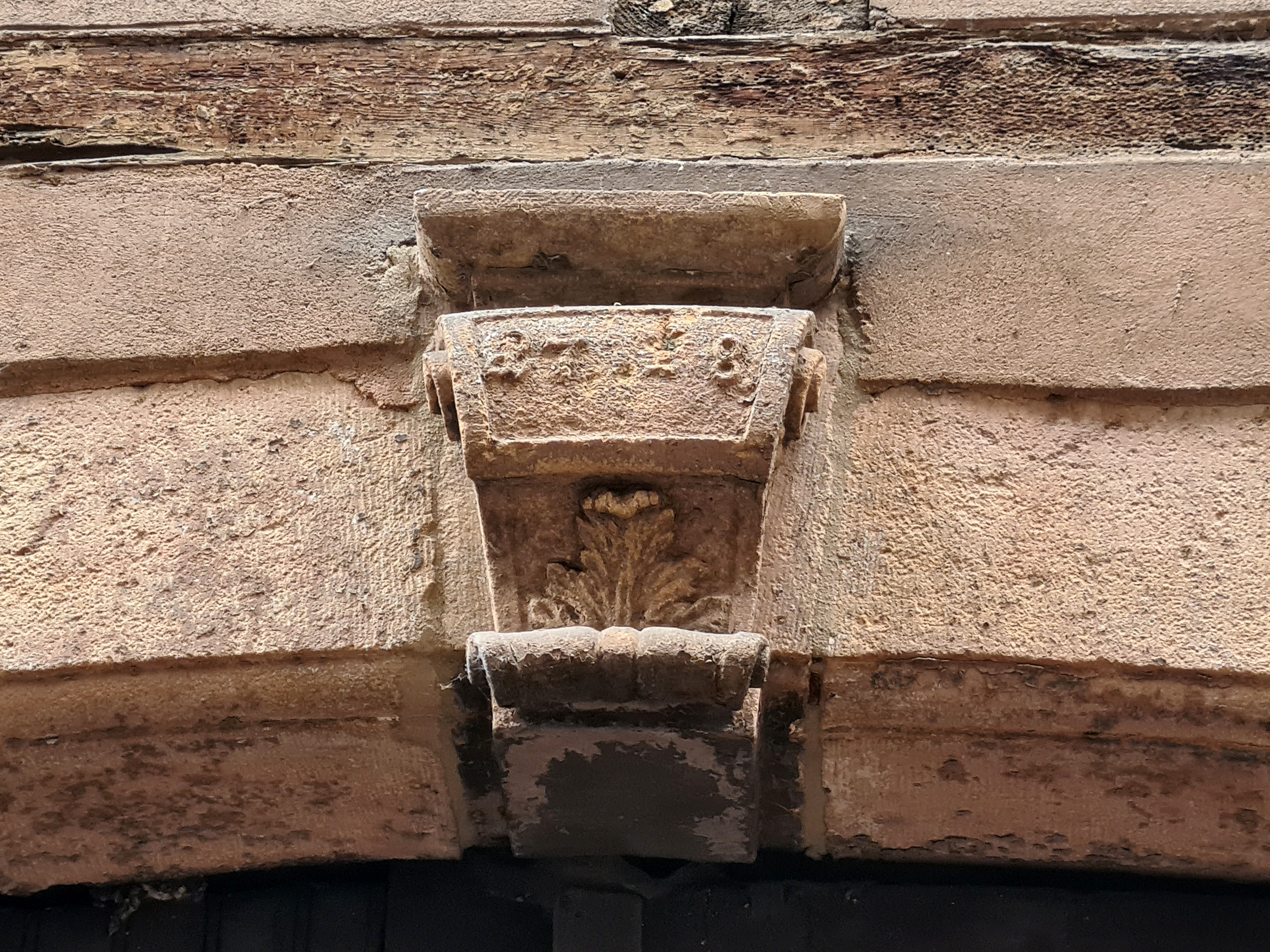
Millésime 1728.
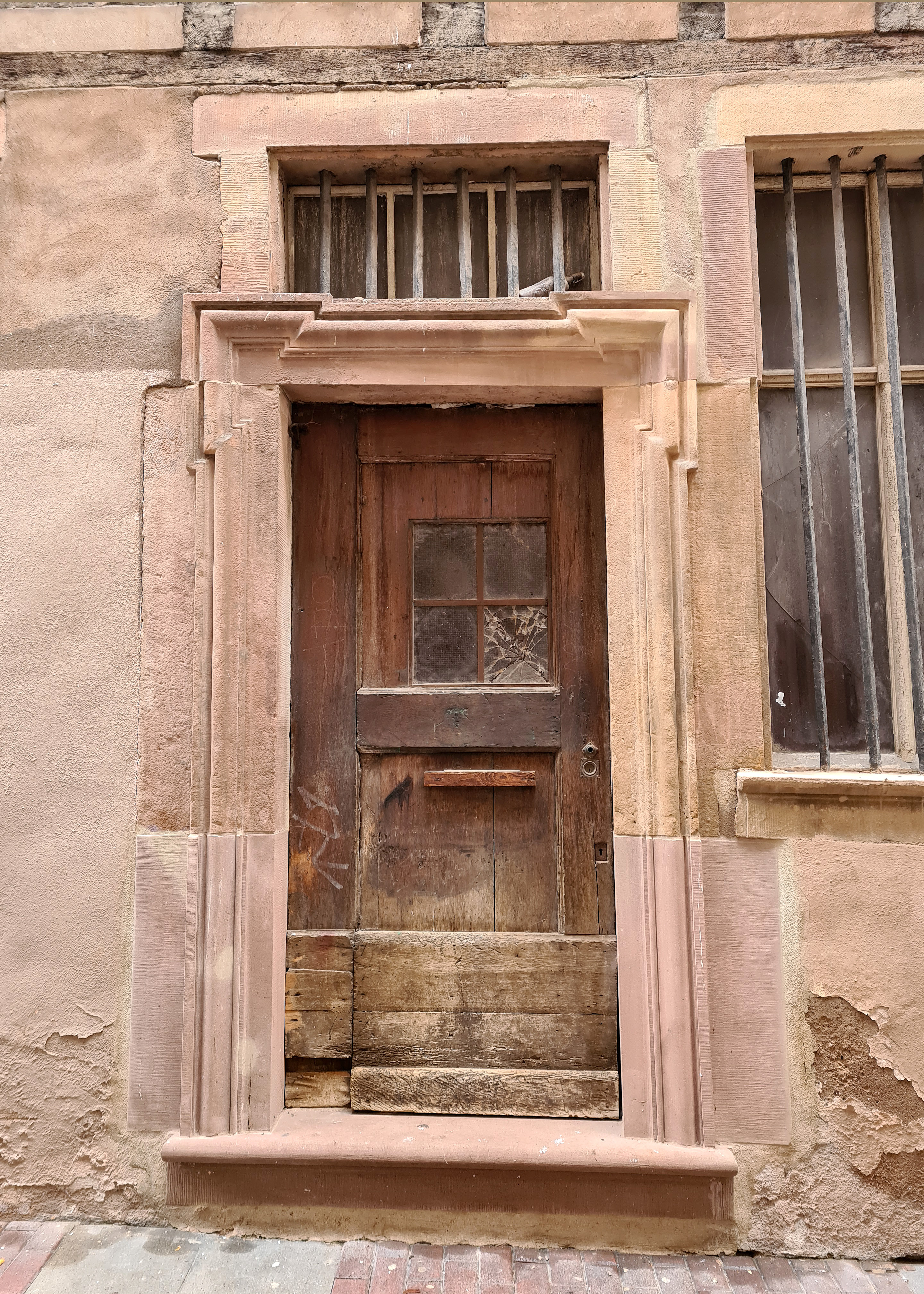
Porte à crossettes.